# Pheidole luteipes
Pheidole luteipes är en myrart som beskrevs av Carlo Emery 1914. Pheidole luteipes ingår i släktet Pheidole och familjen myror.

## Underarter
Arten delas in i följande underarter:
- P. l. luteipes
- P. l. obvia